# Joos Somers
Joos Somers (Vilvoorde, 4 april 1936 – Mechelen, 5 januari 2012) was een Belgisch onderwijzer en politicus voor de Volksunie.

## Levensloop
Somers was de zoon van Lode Somers (1900-1979), een onderwijzer die actief was in de Vlaamse Beweging. Na de oorlog verhuisde het gezin naar Mechelen, nadat de vader vervolgd werd voor collaboratie.
Van 1954 tot 1956 studeerde hij voor onderwijzer aan de Katholieke Normaalschool van Mechelen en daarna voor geaggregeerde hoger onderwijs aan het Pius X-instituut in Antwerpen. Joos Somers werd beroepshalve leraar Nederlands in onder andere de TSM. Ook was hij stichtend lid van de Vereniging van Vlaamse Leerkrachten.
Somers was hij een van de gangmakers van de heropleving van de Vlaamse Beweging in Mechelen. Zo was hij de organisator van de eerste naoorlogse Guldensporenvieringen. In 1959 richtte hij het Vlaams Jeugdkomitee van Mechelen op en ook was hij actief in de Vlaamse Volksbeweging. In 1975 was hij medestichter van het Verbond van Vlaamse Kringen en in 1981 van de Federatie van Vlaamse Kringen - Rodenbachfonds. In 1967 richtte hij tevens mee het tijdschrift Nieuw Vlaanderen op.
Vanaf 1962 engageerde Somers zich in de partijpolitiek. Aanvankelijk was hij actief bij de CVP als voorzitter van de CVP-jongeren in Mechelen. Onder zijn impuls nam de jongerenafdeling van de CVP in het arrondissement Mechelen radicaal-Vlaamsgezinde standpunten in rond amnestie, federalisme en Leuven-Vlaams. In 1966 werden de federalisten echter teruggefloten op de ontmoetingsdagen van de CVP-Jongeren in Gent. Somers en zijn medestanders bleven echter federalistische standpunten handhaven, waardoor ze uit de partij gestoten werden. Vervolgens trad hij toe tot de Volksunie. Voor deze partij was hij van 1970 tot 1979 gemeenteraadslid van Sint-Katelijne-Waver en van 1982 tot 1989 gemeenteraadslid van Mechelen.
Van 1974 tot 1985 zetelde Somers voor het kiesarrondissement Mechelen in de Kamer van volksvertegenwoordigers. Daarna zetelde hij van 1985 tot 1987 als provinciaal senator voor Antwerpen in de Senaat. In de periode april 1974-oktober 1980 zetelde hij als gevolg van het toen bestaande dubbelmandaat ook in de Cultuurraad voor de Nederlandse Cultuurgemeenschap, die op 7 december 1971 werd geïnstalleerd. Vanaf 21 oktober 1980 tot oktober 1985 was hij lid van de Vlaamse Raad, de opvolger van de Cultuurraad en de voorloper van het huidige Vlaams Parlement. Als parlementslid viel hij op door zijn fervente inzet voor amnestie; zo diende hij twaalf wetsvoorstellen in die gericht waren op het verminderen van de sociale gevolgen van de Repressie, die echter allemaal afgewezen werden. Ook legde hij de aandacht op de financiële achterstelling van Vlaanderen op het vlak van openbare werken en vervoer.
Hij was de vader van onder meer de politicus Bart Somers.